# 浦郷港

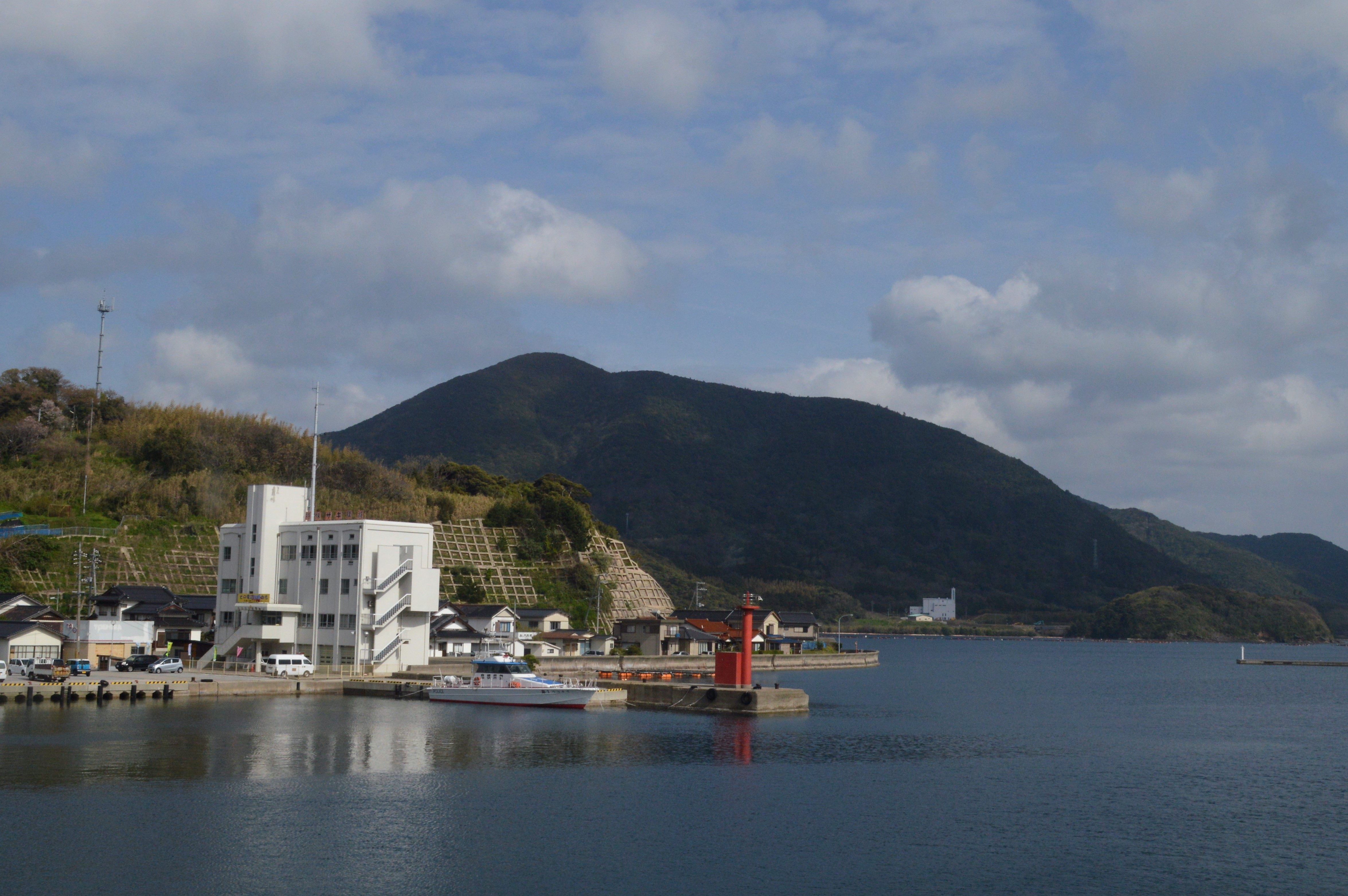
浦郷港東部から焼火山を望む

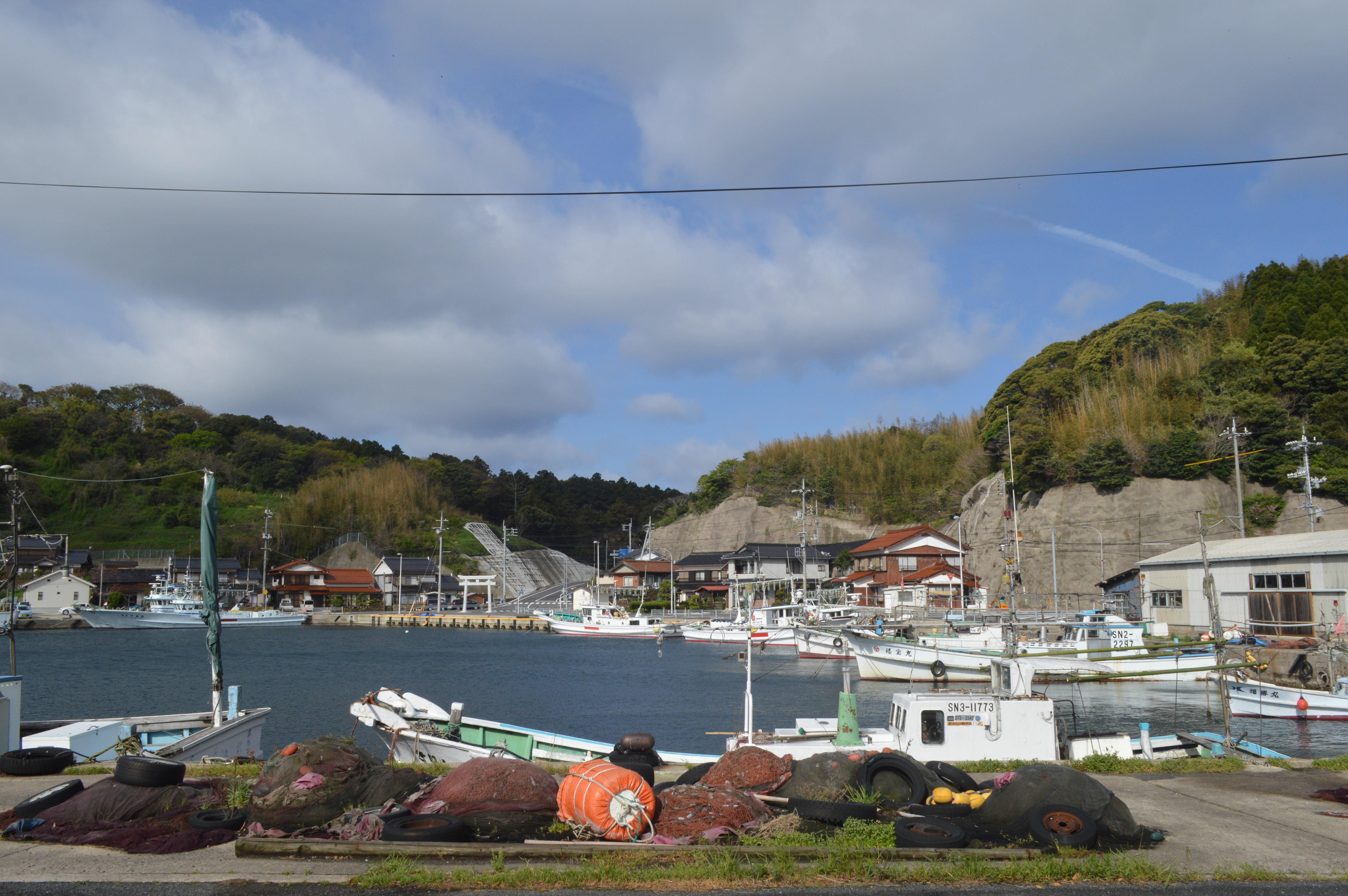
浦郷港西部

浦郷港（うらごうこう）は、島根県隠岐郡西ノ島町にある日本の地方港湾。

## 概要
隠岐諸島西部・島前地域の中心地で隠岐支庁島前集合庁舎が置かれている西ノ島の浦郷地区に至近の港である。かつては西ノ島の東側にある別府港と共に定期船が就航していたが、2005年に島の東西を結ぶ西ノ島大橋が開通し別府港から国道485号経由での自動車による移動が容易になったことからフェリーは2007年、貨客船は2010年を以て寄港を終了した。
現在は隠岐観光の国賀海岸遊覧船発着場や漁港として利用されている。

## 周辺
- 西ノ島町役場
- 隠岐支庁島前集合庁舎
- 浦郷警察署
- 浦郷郵便局
- 西ノ島町立浦郷小学校
- 由良比女神社